# (473073) 2015 HV99
(473073) 2015 HV99 es un asteroide perteneciente al cinturón de asteroides, descubierto el 1 de diciembre de 2008 por el equipo del Mount Lemmon Survey desde el Observatorio del Monte Lemmon, Arizona, Estados Unidos.

## Designación y nombre
Designado provisionalmente como 2015 HV99.

## Características orbitales
2015 HV99 está situado a una distancia media del Sol de 2,881 ua, pudiendo alejarse hasta 2,936 ua y acercarse hasta 2,826 ua. Su excentricidad es 0,018 y la inclinación orbital 6,882 grados. Emplea 1786 días en completar una órbita alrededor del Sol.

## Características físicas
La magnitud absoluta de 2015 HV99 es 16,6.